# 贡纳尔·拉松 (游泳运动员)
贡纳尔·拉松（瑞典語：Gunnar Larsson，1951年5月12日—），瑞典男子游泳运动员。他曾代表瑞典参加1968年和1972年夏季奥林匹克运动会游泳比赛，其中在1972年奥运会获得二枚金牌。